# K.B. Hallen
K.B. Hallen er en multiarena på Peter Bangs Vej på Frederiksberg. I hallen afholdes koncerter med plads til 4.500 personer, sportsbegivenheder med plads til 2.500, messer, udstillinger og loppemarkeder. Den er centrum i et stort anlæg bestående af flere mindre haller, 5 ejendomskomplekser, et udendørs svømmebassin, tennis- og fodboldbaner.
Oprindelig var K.B. Hallen hjemsted for Kjøbenhavns Boldklub, stiftet i 1876. Fodboldklubben FC København, som har KB som moderklub, træner til daglig på KB's anlæg. Også KB's tennis- og cricketafdeling holder til her. Landskampe og pokalfinaler i volleyball og basketball blev som regel spillet i hallen, og hallen havde indtil 2003 lagt gulv til nogle af verdens bedste tennisspillere i turneringen Copenhagen Open. Tennisstjerner som Martina Hingis, John McEnroe, Boris Becker, m.fl. har man også kunnet opleve i K.B. Hallen.
Hallens tag og indre blev ødelagt af en voldsom brand i september 2011.

## K.B. Hallens historie
Den oprindelige K.B. Hallen blev set som et socialt og velfærdsfremmende, funktionalistisk hovedværk og et af de få eksempler i Danmark på den europæiske organisk/skulpturelle modernistiske version stilen af Bauhaus-skolen, som bl.a. Le Corbusier, Arne Jacobsen og Jørn Utzon også eksperimenterede med. Den stod i sin tid færdig og blev indviet 22. april 1938 af Kong Christian X, og var dengang Europas største private sportsanlæg.
Arkitekt Hans Hansen stod som hovedansvarlig. Ingeniør på projektet var specialist i forspændt beton, Christen Ostenfeld, og multikunstneren, forfatteren, formgiveren, Poul Henningsen, var dybt involveret i projekteringen af K.B. Hallen, og designede bl.a. en speciel KB lampe. I en tilstødende festsal, kaldet Pejsesalen, med den to etager høje organisk formede pejs, har tegneren Sikker Hansen udført vægmalerier af sportsudøvende mænd og kvinder samt af arbejdere i gang med konstruktion af hallen.
I sommeren 1944 udførte de danske nazister i Schalburgkorpset en terroraktion rettet mod K.B. Hallen, hvor en bombe blev sprængt. Store dele af inventaret og alle glaspartier blev tilintetgjort, men selve betonkonstruktionen var intakt, og et halvt år efter befrielsen blev hallen atter åbnet.
Bagerst i hallen var der et lille museum, hvor der i billede og tekst blev fortalt om klubbens og hallens historie.
Hallen blev fredet af Kulturarvsstyrelsen i forsommeren 2011.

### Branden og dens konsekvenser
Onsdag den 28. september 2011 – 4 måneder efter fredningen – blev den store hal voldsomt skadet af en brand. Taget stod ikke til at redde og hallen brændte helt ud indvendig. Det lykkedes dog brandvæsenet at redde de bagerste haller af den lange bygning. Idet bygningen var fredet, da branden fandt sted, ønskede Kulturstyrelsen oprindeligt, at hallen skulle genopbygges.
Ejeren KB og Frederiksberg kommune ønskede ikke at genopbygge hallen i dens originale udformning, bl.a. fordi klubbens rådgivende ingeniørfirma, COWI, hævdede, at brandskaderne i betonstrukturerne var så omfattende, at en genopbygning kun ville kunne ske efter nugældende regler.
I november 2013 besluttede Kulturstyrelsen så at affrede bygningen, hvilket betød, at KB ikke var forpligtet til at genopbygge hallen. Kulturstyrelsen lagde til grund for sin beslutning, at en genopbygning af K.B. Hallen efter nugældende regler ville blive så dyr, at det ville være ude af proportioner i forhold til resultatet.
Den 20. februar 2015 begyndte nedrivningen af den gamle K.B. Hallen.

### Genopbygning
I efteråret 2017 påbegyndtes genopbygningen af den nye K.B. Hallen, der blev indviet af Kronprins Frederik den 5. december 2018.
Stålkonstruktionen til genopbygningen blev i august 2019 kåret som vinder af Den Europæiske Stålpris 2019, med præmiering den 14. oktober 2019 i Bruxelles, Belgien. K.B. Hallen vandt prisen for sin kreative og exceptionelle brug af stål. Den enige dommerkomité fra The European Convention for Constructional Steelwork (ECCS) der uddeler prisen fremhæver konstruktionens enkelthed, hvor stålbuerne understøtter elementer af beton og indgår i både tag- og dækkonstruktioner. Den præmierede stålkonstruktion til genopbygningen blev til i et samarbejde mellem K.B. Hallen som bygherre, Christensen & Co. Arkitekter, Rambøll som rådgiver, Einar Kornerup A/S som entreprenør, og Give Steel som stålleverandør.  
Den officielle genåbning af K.B. Hallen fandt sted den 24. januar 2019, hvor 12 danske artister, heriblandt Alex Vargas, Hugo Helmig og Katinka fejrede den legendariske arenas genetablering i det københavnske kulturlandskab.

## Begivenheder

### Koncerter
- 13. april 1939: Duke Ellington
- 27. juli 1939: Richard Tauber
- 1946: Don Redman Orchestra
- 2. oktober 1947: Louis Armstrong
- 5. oktober 1949: Louis Armstrong (igen)
- 1950: Beniamino Gigli
- 1950: Duke Ellington (igen)
- 29. og 30. september 1952: Louis Armstrong All Stars with Velma Middleton (igen)
- 1953: Dizzy Gillespie
- 1953: Oscar Peterson Trio
- 1953: Stan Kenton Orchestra
- 1954: Count Basie Orchestra
- 1954: Woody Herman & His Third Herd
- 1954: Sarah Vaughan
- 1954: Illinois Jacquet Orchestra
- 1954: Mary Lou Williams Trio
- 1954: Coleman Hawkins Quartet
- 1954: Lionel Hampton Orchestra
- 12. og 13. oktober 1955: Louis Armstrong (igen)
- 14. november 1956: Modern Jazz Quartet med Miles Davis og Lester Young
- 4. oktober 1956: Ib "Rock" Jensen og Preben Uglebjerg samt kapelmestrene Ib Glindemann og Peter Plejl (Danmarks første rock'n'roll-koncert)
- 1958: Dave Brubeck Quartet
- 1958: Duke Ellington Orchestra
- 1959: Duke Ellington (igen)
- 1959: Count Basie Orchestra
- 1959: Kid Ory & His New Orleans Jazzband
- 1959: Art Blakey & The Jazz Messengers
- 1961: Louis Armstrong (igen)
- 22. april 1963: Festkoncert i anledning af KB-Hallens 25 års jubilæum. Det Kgl. Kapel under ledelse af John Frandsen og med Arthur Grumiaux som solist.
- 4. juni 1964: The Beatles
- 4. oktober 1964: Miles Davis (igen)
- 25. september 1965: The Who
- 1. maj 1966 Bob Dylan (El-guitar i 2. sæt)
- 1966: The Rolling Stones
- 8. november 1969: Fleetwood Mac
- 6. december 1969: Ten Years After + Gasolin
- 14. marts 1970: Love + Procol Harum
- 28. april 1970: Simon & Garfunkel
- 3. september 1970: Jimi Hendrix
- 2. december 1970: Frank Zappa
- 12. december 1970: Black Sabbath
- 18. april 1971: Black Sabbath (igen)[12]
- 27. maj 1971: The Band
- 23. oktober 1971: Procul Harum, Dr. Dopo Jam, Vannis Aften
- 21. november 1971: Frank Zappa (igen)
- 23. november 1971: Leon Russel, Freddie King, Grease Band
- 21. februar 1972: Steve Miller Band
- 26. februar 1972. Alice Cooper, Flo and Eddie, Ansley Dunbar
- 21. august 1972: The Who (igen)
- 25. august 1972: The Who (igen)
- 21. september 1972: Stephen Stills/Manassas
- 10. og 11. november 1972: Pink Floyd
- 1. marts 1972: Deep Purple
- 2. marts 1973: Led Zeppelin
- 18. august 1973: Frank Zappa (igen)
- 25. oktober 1973: Uriah Heep
- 9. november 1973: Slade
- 9. december 1973: Deep Purple (igen)
- 20. juni 1974: Eric Clapton
- 20. september 1974: Frank Zappa (igen)
- 14. og 22. november 1974: Slade (igen)
- 14. maj 1975: Jack Bruce
- 5. april 1989: Ozzy Osbourne
- 1989: The Cult og Aerosmith
- 19. februar 1990: Eric Clapton
- 27. november 1992: Keith Richards
- 13. november 1994: Status Quo
- 13. februar 1995: Beastie Boys
- 8. oktober 1996: Def Leppard
- 19. november 1996: Jamiroquai
- 21. maj 1998: Massive Attack
- 9. december 1998: Marilyn Manson
- 12. maj 2000: Van Morrison
- 10. maj 2001: Alice Cooper
- 29. november 2001: Rammstein
- 10. december 2003: Busta Rhymes
- 12. februar 2004: The Darkness
- 14. & 15. februar 2004: Kraftwerk
- 22. oktober 2004: The Prodigy
- 14. juni 2005: Slipknot, Papa Roach og Helmet
- 25. marts 2006: Mew
- 6. og 7. maj 2006: Radiohead
- 5. september 2006: B.B. King
- 4. december 2006: Busta Rhymes (igen)
- 10. april 2007: My Chemical Romance
- 14. Oktober 2007: Manu Chao
- 4. april 2008: Portishead
- 22. juni 2008: Duran Duran
- 13. november 2008: Slipknot (igen)
- 17. juni 2009: Morrissey
- 31. juli 2009: Lady Gaga
- 1. december 2009: Paramore
- 8. december 2009: Pet Shop Boys
- 9. april 2010: Dizzy Mizz Lizzy
- 20. juli 2010: Toto
- 20. november 2010: Disturbed, Papa Roach (igen), Buckcherry og Halestorm (Taste of Chaos-turné)
- 27. november 2010: Deftones og Coheed and Cambria
- 4. marts 2011: Den Gale Pose
- 30. juni 2011: Toto (igen)
- 12. juli: 2011: Joe Bonamassa/Black Country Communion
- 04.november 2022: Topsoe Band

#### Årstal mangler
- Leo Mathisens Orkester
- Niels Foss' Orkester
- D-A-D
- Sort Sol
- Thomas Helmig
- Dizzy Mizz Lizzy
- Kashmir
- TV-2 (2020)[13]
- Nephew
- L.O.C.
- Arcade Fire
- Aerosmith
- Alice In Chains
- Beastie Boys
- Beck
- James Blunt
- Michael Bublé
- Björk
- Black Crowes
- Nick Cave
- Alice Cooper
- The Chemical Brothers
- Cypress Hill
- 4 Non Blondes
- Foo Fighters
- Green Day
- Kraftwerk
- Kings of Leon
- Megadeth
- Oasis
- Pantera
- Katy Perry
- Public Enemy
- Run DMC
- David Lee Roth
- Smashing Pumpkins
- Simply Red
- Slayer
- Soundgarden
- The Strokes
- The Serchers
- The Pretty Things

### Sportsbegivenheder
- 1967: III Verdensmesterskab i Gymnastique moderne, den 18.-19. november
- 2007: John McEnroe spiller mod blandt andre Björn Borg

### Andet
- 1947: Stan Laurel & Oliver Hardy optræder
- 1950: Winston Churchill holder tale
- 1962: Sejl og Motor-udstilling
- 1969: Verdens første sexmesse afholdes